# Krista Bendová
Krista Bendová (pseudonymy Ján Kovaľ, Kristián Benko – spolu s Jánem Kostrou, Mária Hlavatá a jiné, 27. ledna 1923, Kráľova Lehota – 27. ledna 1988, Bratislava) byla slovenská spisovatelka, básnířka, prozaička, novinářka a dramatička, známá především jako autorka knih pro děti a mládež.

## Životopis
Pocházela z rodiny železničního úředníka. Studovala v Kráľové Lehotě, Kremnici, Nových Zámcích, později pokračovala ve vzdělávání na gymnáziu v Banské Bystrici, po maturitě přešla na Filosofickou fakultu Slovenské univerzity, kde studovala slovenštinu a ruštinu. Zároveň studovala i na dramatické akademii v Bratislavě, ale ze zdravotních důvodů své studium v roce 1945 přerušila a už jej nikdy nedokončila. Podstoupila poměrně zdlouhavé léčení a po roce 1948 začala pracovat ve vydavatelství  Pravda a ve Svazu slovenských spisovatelů. Později byla krátce redaktorkou časopisů
Ohník, v letech 1956–1958 časopisu Roháč a v letech 1958–1964 i deníku Pravda. Od roku 1964 se věnovala jen psaní. V roce 1983 jí byl udělen titul zasloužilá umělkyně.

## Tvorba
První literární pokusy začala uveřejňovat už v době středoškolských studií v různých časopisech. Její tvorba vycházela z poezie Jána Smreka či Emila Boleslava Lukáča. Začínala psaním poezie, vydala několik básnických sbírek, ale od 40. let 20. století se věnovala soustavně tvorbě pro děti a mládež, přičemž se zasloužila o rozvoj dětské literatury. Ve své básnické tvorbě byla ovlivněna jak vlastním zdravotním stavem, který měl vliv i na její psychiku, tak politickými a sociálními změnami, které nastaly po roce 1948. V tvorbě pro děti se zaměřovala hlavně na vtipné využívání komických situací a charakteristických vlastností dětí. Kromě vlastní tvorby se věnovala také překladům ze sovětské a české literatury.

## Dílo
| - 1948 – Listy milému - 1948 – Milenec smútok - 1948 – Ruky - 1950 – Krajina šťastia - 1955 – O tú pieseň - 1960 – Cez oheň a vody, výběr z poezie - 1965 – Riziko - 1967 – Variácie na Osudovú a Nedokončenú - 1976 – Pred zrkadlom, výběr z poezie - 1949 – Čačky-hračky - 1950 – Čo sa robí, čo sa stalo - 1951 – Vtáčky (pod pseudonymom Kristián Benko) - 1951 – Zvieratá (spolu s Jánem Kostrou) - 1952 – Pioniersky pochod - 1953 – Priamy smer do Tatier (spolu s Jánem Kostrou) - 1954 – Lesné zvieratká - 1955 – Ako Jožko Pletko poplietol si všetko - 1956 – Bola raz jedna trieda - 1957 – Cirkus Hopsasa - 1959 – Ako Jožko Pletko upratať chcel všetko - 1962 – Čiernobiela rozprávka - 1962 – Odvezte sa, odvezte, po vode i po ceste - 1962 – Frčko a ježko - 1963 – Kvapôčky - 1963 – Sedem zlatých tajomstiev - 1963 – Maťko ide do školy - 1969 – Bimbo cestuje - 1969 – Rozpovie ti táto knižka, koho zjedla Miki-myška - 1969 – Mám koníčka bieleho, leporelo - 1969 – Zakvákala žabka, leporelo - 1970 – Zázračné cvičky - 1971 – Rozprávky z počítadla - 1978 – Odtrhni si básničku, leporelo - 1986 – Básničky maličkým - 1986 – V tejto knižke rapoce straka… | - 1955 – Nezábudky - 1966 – Kde bolo, tam nebolo - 1967 – Opice z našej police - 1967 – Osmijanko rozpráva osem rozprávok o zvieratkách - 1967 – Osmijanko rozpráva osem rozprávok o zázračných krajinách - 1967 – Osmijanko rozpráva osem rozprávok o princeznách - 1968 – Osmijanko rozpráva osem rozprávok o vtáčikoch - 1968 – Osmijanko rozpráva osem rozprávok o detektívoch - 1969 – Osmijanko rozpráva osem podvodných rozprávok - 1969 – Osmijanko rozpráva osem lesných rozprávok - 1969 – Osmijanko rozpráva osem sladkých rozprávok - 1974 – Dobrodružstvá Samka Klamka - 1981 – Rozprávky z Dúbravky - 1988 – Šťastný pes - 1994 – Brumlíčkove rozprávky - 1999 – O prváckom mačiatku - 1950 – Umelci deťom - 1959 – Prvé kroky - 1959 – Grécko žaluje, reportážní kniha o procesu s řeckým vlastencem Manolisem Glezosem - 1959 – Líška – staviteľka - 1971 – Tryskom na ihrisko - 1976 – Čudná torta |